# Galtellì
Galtellì (Gartèddi in sardo) è un comune italiano di 2 375 abitanti della provincia di Nuoro in Sardegna.

## Geografia fisica

### Territorio
Galtellì è lambito dal fiume Cedrino e nell'inverno 2004 e nell'autunno 2013 è stata oggetto di un'inondazione causata da straordinarie precipitazioni piovose.
Il paese si trova alle pendici del monte Tuttavista, che a sua volta lo separa dal mare. In tempi non troppo recenti era ricchissimo di selvaggina e quindi territorio di caccia anche per i paesi limitrofi, fino a essere istituito Oasi di protezione ambientale.

## Storia
L'area fu abitata già in epoca prenuragica, nuragica, punica, romana e bizantina, per la presenza sul territorio di numerose domus de janas, nuraghi ed altri reperti archeologici.
Durante il medioevo appartenne al Giudicato di Gallura e fece parte della curatoria di Orosei, della quale fu capoluogo prima della stessa Orosei. 

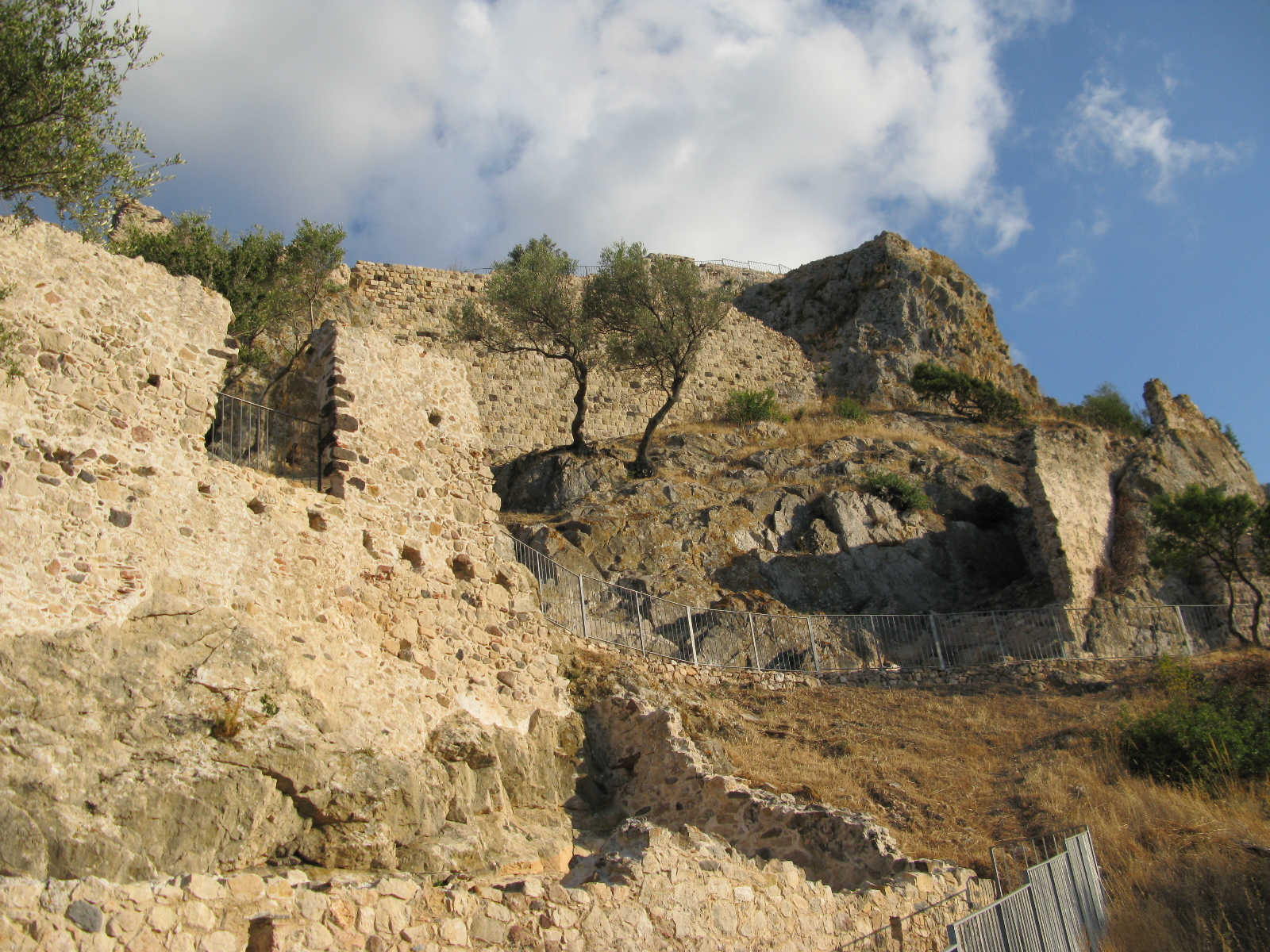
Le rovine del castello di Pontes

I giudici di Gallura costruirono all'inizio del secolo XI nei pressi del monte Tuttavista un castello fortificato su una preesistente fortificazione romana (castello di Pontes o castello di Galtellì), e l'area fu sede di diocesi istituita tra il X e il XII secolo, con un ruolo molto importante in tutto il territorio del giudicato e in particolare nel territorio della Baronia. 
Nel 1296, con la morte dell'ultimo giudice Nino Visconti, il territorio passa sotto il controllo diretto della repubblica di Pisa, e successivamente sotto il dominio aragonese. Nel 1324 il castellano non riconobbe l'autorità del re d'Aragona e il castello resistette ad un assedio; il castello e la villa passarono sotto il dominio degli aragonesi solo nel 1333. Questi ultimi ampliarono la fortificazione del castello, e nel corso delle guerre tra Aragona e Arborea passò alternativamente sotto il dominio degli uni o degli altri. Alla sconfitta definitiva dell'Arborea nella lunga guerra sardo-catalana (1420), il castello e il borgo passarono agli aragonesi. 
Il re d'Aragona Pietro IV nel 1355 diede il borgo in feudo a Bartolomeo Casu e successivamente nel 1370 a Benvenuto I Grifeo (1309 - 1382 o 1392) dei Baroni di Partanna, in Sicilia, in qualità di ammiraglio della flotta di Re Pietro IV di Aragona, andò in soccorso dei castelli di Chirra, San Michele, Collari e contribuì a domare i rivoltosi di Catalogna e Sardegna. Compiuta l'impresa, il barone e ammiraglio siciliano ottenne in premio Galtellin (antico nome della località) come feudo e con il titolo di visconte. Nel 1431 il titolo feudale passò a Ferdinando d'Almanza e nel 1438 a Enrico di Guevara, che ebbe anche il castello di Orosei.
In quell'epoca Galtellì fu incorporata nella baronia di Orosei, feudo regio.
Iniziò così la decadenza: la diocesi, che dal XII secolo divenne suffraganea di quella di Pisa, e che dal XIV secolo fu dipendente diretta della Santa Sede,  l'11 settembre 1495 fu soppressa (e il suo territorio unito a quello dell'arcidiocesi di Cagliari), il 21 luglio 1779 la sede fu ristabilita con il nome di diocesi di Galtellì-Nuoro (come suffraganea dell'arcidiocesi di Cagliari e con residenza a Nuoro) e nel 1928 modificò il nome in Diocesi di Nuoro.
Il territorio fu riscattato agli ultimi feudatari nel 1839 con la soppressione del sistema feudale.
Dal 1927 al 1946 formò, con le vicine Irgoli, Loculi e Onifai, l’unica entità comunale di Irgoli di Galtellì.

## Monumenti e luoghi d'interesse

### Architetture religiose

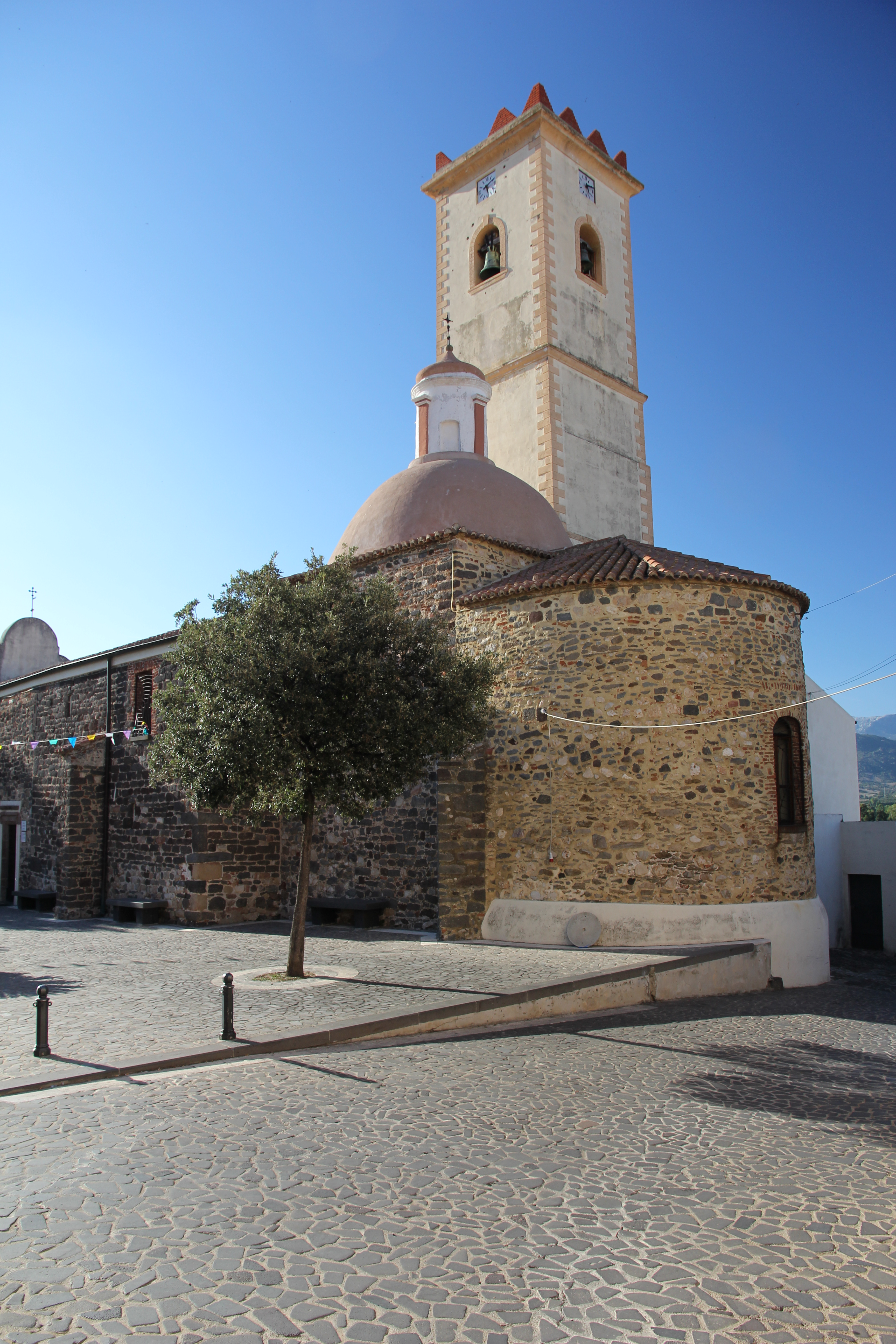
Chiesa del Santissimo Crocifisso

Il centro storico conserva diverse chiese fra le quali:
- l'ex cattedrale di San Pietro di origine medioevale che conserva all'interno un interessante ciclo di affreschi romanici,
- la chiesa di Santa Maria delle Torri (attuale Santissimo Crocifisso) dove è custodito un crocefisso ligneo,
- la chiesa della Beata Vergine Assunta (secolo XVI),
- la chiesa di Santa Croce (secolo XV),
- la chiesa di San Francesco (secolo XVII),
- l'antico convento dei padri mercedari, risalente al 1600.
- La chiese campestri di San Giovanni (XVII secolo), Santa Caterina (XVIII secolo) e la chiesa dedicata alla Vergine Itria (XVII secolo).

### Architetture civili

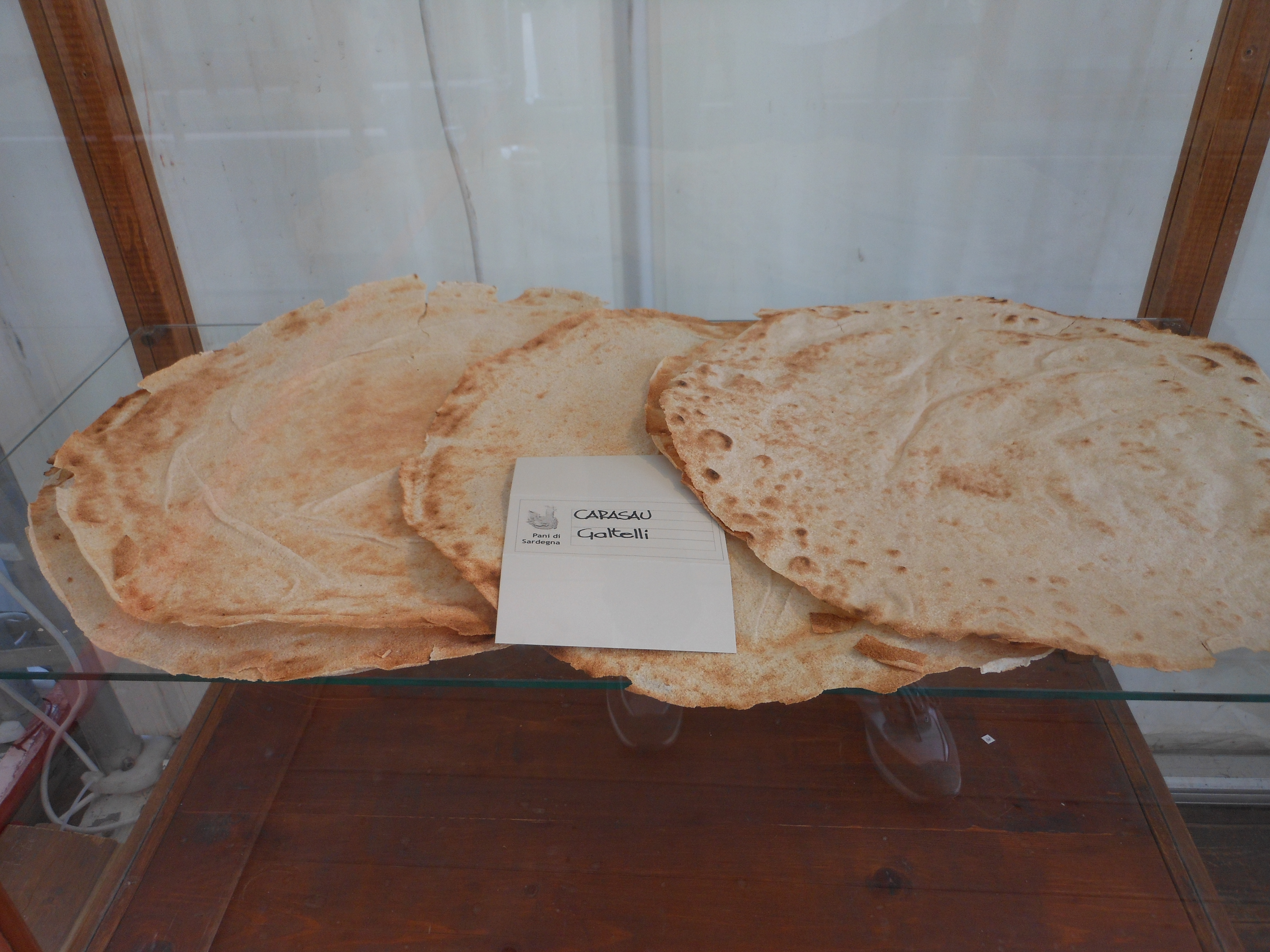
Il pane carasau di Galtellì

- Antica casa padronale Domo de Marras, attualmente adibita a museo etnografico, nel quale sono allestiti vari ambienti di vita e cultura agropastorale;

### Architetture militari
- Castello di Pontes

## Società

### Evoluzione demografica
Abitanti censiti

### Lingue e dialetti
La variante del sardo parlata a Galtellì è quella nuorese baroniese.

#### Toponomastica
Nel 2006 l'amministrazione comunale di Galtellì ha deciso di cancellare tutti i riferimenti toponomastici a Casa Savoia, dopo le frasi ingiuriose rivolte dall'ultimo discendente Vittorio Emanuele di Savoia nei confronti della popolazione sarda.
La via Umberto è stata rinominata in via Karol Wojtyła, la via Vittorio Emanuele in via Beata Vergine Assunta, la via Savoia in via Sa Prama e la via Margherita in via don Michele Cosseddu.

## Cultura

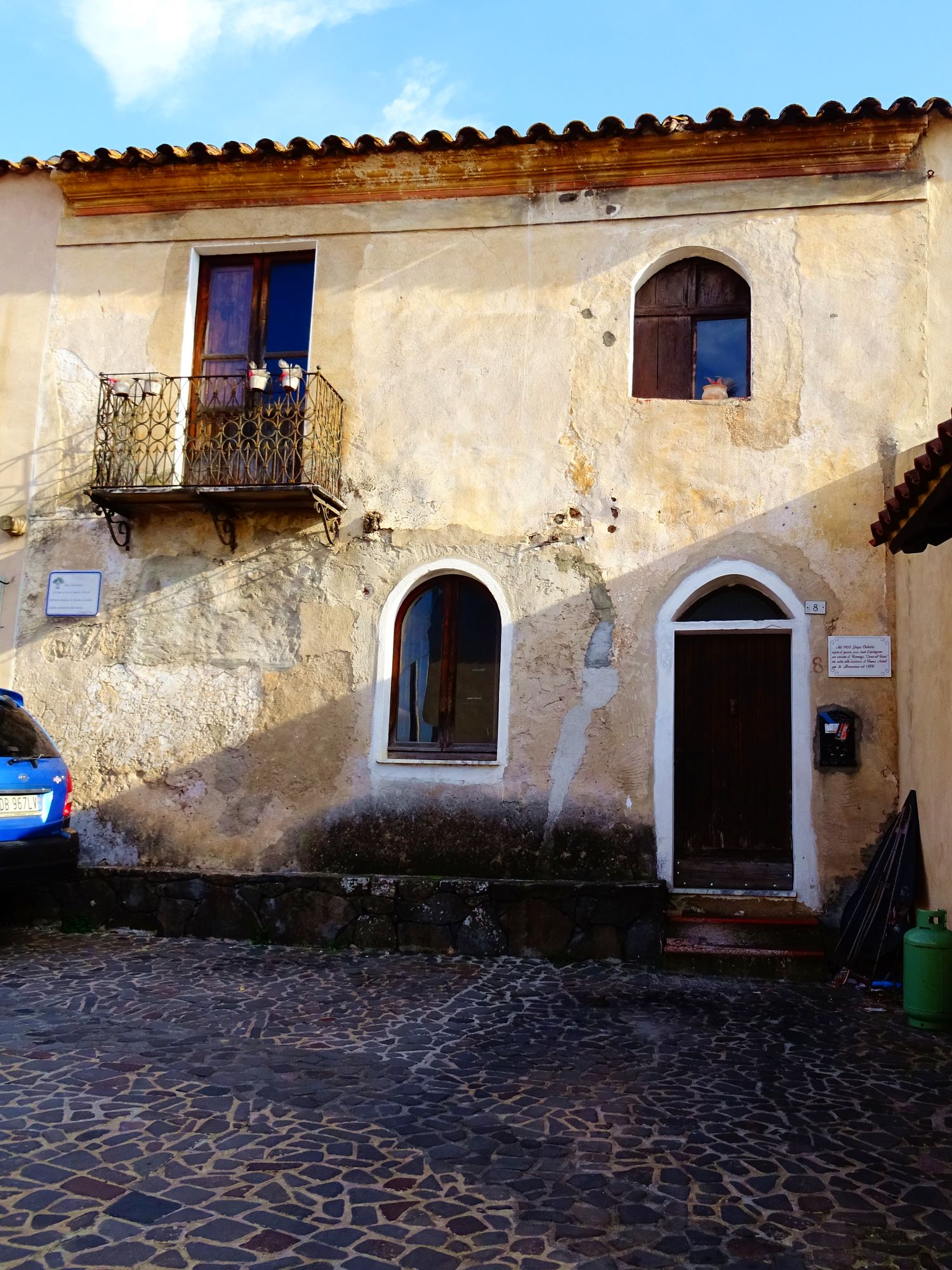
Casa dame Pintor a Galtellì

Nel 1993 il comune di Galtellì istituì il parco letterario intitolato a Grazia Deledda. Fra le sue strade è ambientato il romanzo di Grazia Deledda Canne al vento, nel quale è citato con il nome di Galte. A pochi passi dall'ex cattedrale di San Pietro, infatti, è possibile visitare ancora oggi quella che fu l'abitazione dove soggiornò la scrittrice sarda.

## Amministrazione
| Periodo        | Periodo        | Primo cittadino      | Partito                          | Carica  | Note   |
| -------------- | -------------- | -------------------- | -------------------------------- | ------- | ------ |
| 10 giugno 2018 | 29 maggio 2023 | Giovanni Santo Porcu | Lista civica "Insieme per Galte" | Sindaco | [ 11 ] |
| 29 maggio 2023 | in carica      | Franco Solinas       | Lista civica "Uniti per Galte"   | Sindaco | [ 12 ] |